# Consonante uvular
Una consonante uvular es una consonante articulada con la parte posterior de la lengua colocada contra o cerca de la úvula, es decir, más atrás en la boca que las velares.
Las consonantes uvulares pueden ser oclusivas, fricativas, nasales, róticas o aproximantes (aunque la carta del AFI carece de un signo específico para la aproximante, y se usa el signo de la fricativo afectado de diacríticos). Las africadas uvulares son posibles pero tipológicamente son escasas (aparecen en algunos dialectos meridionales de alto alemán, así como en algunas lenguas indígenas de América, incluso es posible encontrar africadas uvulares eyectivas en el idioma lillooet y georgiano).

## Consonantes uvulares del AFI
Las consonantes uvulares que tienen signos específicos en el AFI son:
| AFI | Descripción              | Ejemplo                              | Ejemplo     | Ejemplo       | Ejemplo            |
| AFI | Descripción              | Lengua                               | Ortografía  | AFI           | Significado        |
| --- | ------------------------ | ------------------------------------ | ----------- | ------------- | ------------------ |
|     | nasal uvular             | japonés                              | 日本 Nihon  | [ni.hoɴ]      | 'Japón'            |
|     | oclusiva uvular sorda    | Kazajo                               | Қазақ Qazaq | [qɑzɑq]       | 'Kazajo'           |
|     | oclusiva uvular sonora   | Inuktitut                            | utirama     | [ʔutiɢama]    | 'porque he vuelto' |
|     | Fricativa uvular sorda   | Español                              | enjuto      | [ẽ̞ɴˈχut̪o̞]     | 'seco, delgado'    |
|     | Fricativa uvular sonora  | Lakhota (ortografía LLC)             | aǧúyapi     | [ˌʔaˈʁʊjab̥ˑi] | 'pan'              |
|     | Vibrante uvular          | Francés (Dialecto parisino estándar) | Paris       | [paˈʀi]       | 'París'            |
|     | Oclusiva uvular eyectiva | Quechua                              | q'allu      | [ˈq̕aʎu]       | 'salsa de tomate'  |
|     | Implosiva uvular sonora  | Mam                                  | q'a         | [ʛa]          | 'fuego'            |

En las lenguas del mundo las consonantes uvulares aparecen en muchas lenguas africanas y de Oriente Medio (por ejemplo, en árabe), en las lenguas indígenas de América y en algunas áreas del Cáucaso. Sin embargo, están totalmente ausentes en el Pacífico (lenguas australianas, lenguas papúes y lenguas austronesias). En algunas partes del Cáucaso y el noroeste de Norteamérica, prácticamente todas las lenguas poseen oclusivas y fricativas uvulares.

## Vibrante uvular

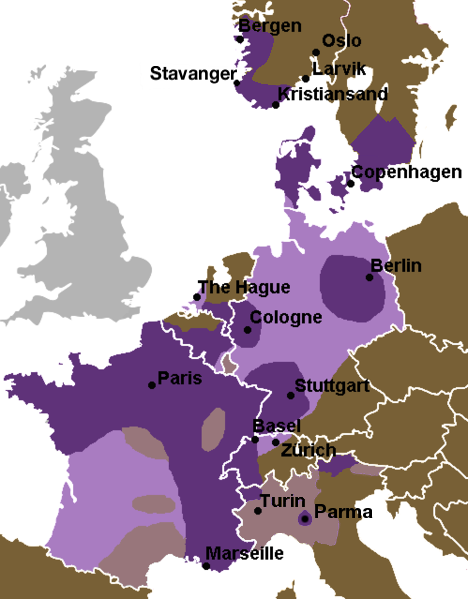
Extensión de la pronunciación uvular de "r" en Europa occidental:
█ Inusual.
█ Solamente en el habla formal de algunas personas.
█ Usual en el habla formal.
█ General.

En Europa noroccidental se encuentran dos variantes de R uvular, estos sonidos se encuentran en francés y otras lenguas germánicas, por lo que se ha pensado que la presencia de dichos sonidos se debe al contacto lingüístico.
La vibrante uvular [ʀ] se usa en ciertas variedades dilaectales de lenguas europeas (especialmente en la de las capitales de diversos países), entre las que están el francés, alemán, neerlandés, portugués, danés, sueco y noruego, además del hebreo (hablado por descendientes de judíos centroeuropeos), como alófono principal de la vibrante de estas lenguas. En muchas de estas áreas la fricativa uvular (tanto la fricativa uvular sonora [ʁ] como la fricativa uvular sorda [χ]) aparecen como alófonos tras oclusiva sorda /p/, /t/ o /k/ y al final de palabra, como en la palabra francesa maître [mɛtχ].
Como la mayor parte de las vibrantes múltiples, las vibrantes uvulares se reducen a un único contacto, especialmente entre vocales. A diferencia de otras consonantes uvulares, la vibrante uvular se pronuncia sin retracción de la lengua, y por tanto no provoca la mayor abertura de las vocales adyacentes de la misma manera que lo provocan las oclusivas uvulares.
Muchas otras lenguas, incluyendo el Inuktitut, Abkhaz y algunas variedades de árabe, tienen una fricativa uvular sonora pero en su sistema fonológico no está relacionado con las vibrantes uvulares.
En lakota la vibrante uvular es un alófono de la fricativa uvular que aparece ante vocal /i/.